# 1998年のNFLドラフト
1998年のNFLドラフトは、63回目のNFLドラフト。1998年4月18日から19日までの2日間ニューヨークのマディソン・スクエア・ガーデンで開催された。
ドラフト指名順は、1997年のレギュラーシーズンの成績が悪かったチームから完全ウェーバー制で行われた。インディアナポリス・コルツは全体1位でテネシー大学のQBペイトン・マニングを指名した。サンディエゴ・チャージャーズは全体2位でライアン・リーフを指名した。
コルツがマニングとリーフのどちらを全体1位で指名するかメディアは注目した。マニングはシーズンMVPに5回選出されスーパーボウルでも2度優勝し、プロフットボール殿堂入りを果たしたがリーフは1年目に10試合に出場して2タッチダウン、10インターセプトを喫するなど散々で2002年シーズン開幕前にNFLを去っておりドラフトでの期待外れ（バスト）とされている。

## 指名選手
指名順位の数字の後の*は、FAで失った選手に対して自動的に計算し与えられる補償ドラフトを示す。

### 1巡指名選手
| 指名順位 | チーム                             | 選手名                 | ポジション | 出身大学               |
| 1        | インディアナポリス・コルツ         | ペイトン・マニング     | QB         | テネシー大学           |
| 2        | サンディエゴ・チャージャーズ       | ライアン・リーフ       | QB         | ワシントン州立大学     |
| 3        | アリゾナ・カージナルス             | アンドレ・ワズワース   | DE         | フロリダ州立大学       |
| 4        | オークランド・レイダース           | チャールズ・ウッドソン | CB         | ミシガン大学           |
| 5        | シカゴ・ベアーズ                   | カーティス・エニス     | RB         | ペンシルベニア州立大学 |
| 6        | セントルイス・ラムズ               | グラント・ウィストロム | DE         | ネブラスカ大学         |
| 7        | ニューオーリンズ・セインツ         | カイル・ターリー       | OT         | サンディエゴ州立大学   |
| 8        | ダラス・カウボーイズ               | グレッグ・エリス       | DE         | ノースカロライナ大学   |
| 9        | ジャクソンビル・ジャガーズ         | フレッド・テイラー     | RB         | フロリダ大学           |
| 10       | ボルチモア・レイブンズ             | デュアン・スタークス   | CB         | マイアミ大学           |
| 11       | フィラデルフィア・イーグルス       | トラ・トーマス         | OT         | フロリダ州立大学       |
| 12       | アトランタ・ファルコンズ           | キース・ブルッキング   | LB         | ジョージア工科大学     |
| 13       | シンシナティ・ベンガルズ           | タキオ・スパイクス     | LB         | オーバーン大学         |
| 14       | カロライナ・パンサーズ             | ジェイソン・ピーター   | DT         | ネブラスカ大学         |
| 15       | シアトル・シーホークス             | アンソニー・シモンズ   | LB         | クレムソン大学         |
| 16       | テネシー・オイラーズ               | ケビン・ダイソン       | WR         | ユタ大学               |
| 17       | シンシナティ・ベンガルズ           | ブライアン・シモンズ   | LB         | ノースカロライナ大学   |
| 18       | ニューイングランド・ペイトリオッツ | ロバート・エドワーズ   | RB         | ジョージア大学         |
| 19       | グリーンベイ・パッカーズ           | ボニー・ホリデー       | DE         | ノースカロライナ大学   |
| 20       | デトロイト・ライオンズ             | テリー・フェア         | CB         | テネシー大学           |
| 21       | ミネソタ・バイキングス             | ランディ・モス         | WR         | マーシャル大学         |
| 22       | ニューイングランド・ペイトリオッツ | テバッキー・ジョーンズ | S          | シラキュース大学       |
| 23       | オークランド・レイダース           | モー・コリンズ         | OT         | フロリダ大学           |
| 24       | ニューヨーク・ジャイアンツ         | ショーン・ウィリアムズ | S          | UCLA                   |
| 25       | ジャクソンビル・ジャガーズ         | ドノビン・ダリアス     | S          | シラキュース大学       |
| 26       | ピッツバーグ・スティーラーズ       | アラン・ファニカ       | OG         | LSU                    |
| 27       | カンザスシティ・チーフス           | ヴィクター・ライリー   | OT         | オーバーン大学         |
| 28       | サンフランシスコ・49ers            | R・W・マクウォーターズ | CB         | オクラホマ州立大学     |
| 29       | マイアミ・ドルフィンズ             | ジョン・エイブリー     | RB         | ミシシッピ大学         |
| 30       | デンバー・ブロンコス               | マーカス・ナッシュ     | WR         | テネシー大学           |

### 2巡指名選手
| 指名順位 | チーム                             | 選手名                       | ポジション | 出身大学                              |
| 31*      | オークランド・レイダース           | レオン・ベンダー             | DT         | ワシントン州立大学                    |
| 32       | インディアナポリス・コルツ         | ジェローム・パソン           | WR         | ワシントン大学                        |
| 33       | アリゾナ・カージナルス             | コーリー・チェイブス         | S          | ヴァンダービルト大学                  |
| 34       | タンパベイ・バッカニアーズ         | ハーケス・グリーン           | WR         | フロリダ大学                          |
| 35       | シカゴ・ベアーズ                   | トニー・パリッシュ           | S          | ワシントン大学                        |
| 36       | アリゾナ・カージナルス             | アンソニー・クレメント       | OT         | サウスウェスタンルイジアナ大学        |
| 37       | セントルイス・ラムズ               | ロバート・ホルコム           | FB         | イリノイ大学                          |
| 38       | ダラス・カウボーイズ               | フローゼル・アダムス         | OT         | ミシガン州立大学                      |
| 39       | バッファロー・ビルズ               | サム・カワート               | LB         | フロリダ州立大学                      |
| 40       | ニューオーリンズ・セインツ         | キャメロン・クリーランド     | TE         | ワシントン大学                        |
| 41       | ピッツバーグ・スティーラーズ       | ジェレミー・スタート         | DE         | アリゾナ大学                          |
| 42       | ボルチモア・レイブンズ             | パット・ジョンソン           | WR         | オレゴン大学                          |
| 43       | シンシナティ・ベンガルズ           | アートレル・ホーキンス       | S          | シンシナティ大学                      |
| 44       | マイアミ・ドルフィンズ             | パトリック・サーテイン       | CB         | サザンミシシッピ大学                  |
| 45       | タンパベイ・バッカニアーズ         | ブライアン・ケリー           | CB         | USC                                   |
| 46       | テネシー・オイラーズ               | サマリ・ロール               | CB         | フロリダ州立大学                      |
| 47       | シアトル・シーホークス             | トッド・ワイナー             | OT         | カンザス大学                          |
| 48       | ワシントン・レッドスキンズ         | スティーブン・アレキサンダー | TE         | オクラホマ大学                        |
| 49       | マイアミ・ドルフィンズ             | ケニー・ミクソン             | DE         | LSU                                   |
| 50       | デトロイト・ライオンズ             | ジャーメイン・クローウェル   | WR         | バージニア大学                        |
| 51       | ミネソタ・バイキングス             | ケイリー・ウォング           | LB         | スタンフォード大学                    |
| 52       | ニューイングランド・ペイトリオッツ | トニー・シモンズ             | WR         | ウィスコンシン大学                    |
| 53       | アトランタ・ファルコンズ           | ボブ・ハレン                 | C          | ケント州立大学                        |
| 54       | ニューイングランド・ペイトリオッツ | ロッド・ラトリッジ           | TE         | アラバマ大学                          |
| 55       | ニューヨーク・ジャイアンツ         | ジョー・ユレビシアス         | WR         | ペンシルベニア州立大学                |
| 56       | ニューヨーク・ジェッツ             | ドリアン・ブース             | DE         | ワシントン州立大学                    |
| 57       | ジャクソンビル・ジャガーズ         | コーデル・テイラー           | CB         | ハンプトン大学                        |
| 58       | サンフランシスコ・49ers            | ジェレミー・ニューベリー     | C          | カリフォルニア大学                    |
| 59       | サンディエゴ・チャージャーズ       | ミハイル・リックス           | TE         | スティーブン・F・オースティン州立大学 |
| 60       | デトロイト・ライオンズ             | チャーリー・バッチ           | QB         | イースタンミシガン大学                |
| 61       | デンバー・ブロンコス               | エリック・ブラウン           | S          | ミシシッピ州立大学                    |

### 3巡指名選手
| 指名順位 | チーム                             | 選手名                   | ポジション | 出身大学                           |
| 62       | カロライナ・パンサーズ             | チャック・ワイリー       | DE         | LSU                                |
| 63       | オークランド・レイダース           | ジョン・リッチー         | FB         | スタフォード大学                   |
| 64       | シカゴ・ベアーズ                   | オリン・クルーツ         | C          | ワシントン大学                     |
| 65       | セントルイス・ラムズ               | レナード・リトル         | DE         | テネシー大学                       |
| 66       | ピッツバーグ・スティーラーズ       | クリス・コンラッド       | OT         | フレズノ州立大学                   |
| 67       | ニューヨーク・ジェッツ             | スコット・フロスト       | S          | ネブラスカ大学                     |
| 68       | バッファロー・ビルズ               | ロバート・ヒックス       | OT         | ミシシッピ州立大学                 |
| 69       | ワシントン・レッドスキンズ         | スキップ・ヒックス       | RB         | UCLA                               |
| 70       | ニューヨーク・ジャイアンツ         | ブライアン・アルフォード | WR         | パデュー大学                       |
| 71       | インディアナポリス・コルツ         | E・G・グリーン           | WR         | フロリダ州立大学                   |
| 72       | フィラデルフィア・イーグルス       | ジェレマイア・トロッター | LB         | スティーブンF.オースティン州立大学 |
| 73       | カロライナ・パンサーズ             | ミッチ・マロー           | DE         | ペンシルベニア州立大学             |
| 74       | アトランタ・ファルコンズ           | ジャミ・ジャーマン       | WR         | マイアミ大学                       |
| 75       | シンシナティ・ベンガルズ           | スティーブ・フォーリー   | LB         | ノースイーストルイジアナ大学       |
| 76       | シアトル・シーホークス             | アーマン・グリーン       | RB         | ネブラスカ大学                     |
| 77       | テネシー・オイラーズ               | デイノン・シドニー       | CB         | UAB                                |
| 78       | シンシナティ・ベンガルズ           | マイク・ゴフ             | OT         | アイオワ大学                       |
| 79       | マイアミ・ドルフィンズ             | ブラッド・ジャクソン     | LB         | シンシナティ大学                   |
| 80       | ミネソタ・バイキングス             | ラモス・マクドナルド     | CB         | ニューメキシコ大学                 |
| 81       | ニューイングランド・ペイトリオッツ | クリス・フロイド         | FB         | ミシガン大学                       |
| 82       | マイアミ・ドルフィンズ             | ラリー・シャノン         | WR         | 東カロライナ大学                   |
| 83       | ニューイングランド・ペイトリオッツ | グレッグ・スピレス       | DE         | フロリダ州立大学                   |
| 84       | タンパベイ・バッカニアーズ         | ジェイミー・ダンカン     | LB         | ヴァンダービルト大学               |
| 85       | フィラデルフィア・イーグルス       | アレン・ロッサム         | CB         | ノートルダム大学                   |
| 86       | シカゴ・ベアーズ                   | ジョナサン・クイン       | QB         | ミドルテネシー州立大学             |
| 87       | ニューヨーク・ジェッツ             | ケビン・ウィリアムズ     | S          | オクラホマ州立大学                 |
| 88       | カンザスシティ・チーフス           | ラシャーン・シーヒー     | RB         | ワシントン大学                     |
| 89       | サンフランシスコ・49ers            | クリス・ルーマン         | OT         | テキサスA&M大学                    |
| 90       | グリーンベイ・パッカーズ           | ジョナサン・ブラウン     | DT         | テネシー大学                       |
| 91       | デンバー・ブロンコス               | ブライアン・グリーシー   | QB         | ミシガン大学                       |
| 92*      | ピッツバーグ・スティーラーズ       | ハインズ・ウォード       | WR         | ジョージア大学                     |

### 4巡指名以降の主な選手
| 指名順位 | チーム                       | 選手名                     | ポジション | 出身大学               |
| 93       | インディアナポリス・コルツ   | スティーブ・マッキニー     | C          | テキサスA&M大学        |
| 95       | アリゾナ・カージナルス       | マイケル・ピットマン       | RB         | フレズノ州立大学       |
| 103      | アトランタ・ファルコンズ     | オマー・ブラウン           | S          | ノースカロライナ大学   |
| 111      | ニューヨーク・ジェッツ       | ジェイソン・ファビニ       | OT         | シンシナティ大学       |
| 114      | アトランタ・ファルコンズ     | ティム・ドワイト           | WR         | アイオワ大学           |
| 119      | サンフランシスコ・49ers      | ランス・シュルタース       | S          | ホフストラ大学         |
| 138      | ダラス・カウボーイズ         | オリバー・ロス             | OT         | アイオワ州立大学       |
| 139      | テネシー・オイラーズ         | ヘンジ・オルソン           | OG         | ワシントン大学         |
| 142      | フィラデルフィア・イーグルス | アイク・リース             | LB         | ミシガン州立大学       |
| 152      | オークランド・レイダース     | トラビアン・スミス         | LB         | オクラホマ大学         |
| 157      | シカゴ・ベアーズ             | クリス・ドラフト           | LB         | スタンフォード大学     |
| 173      | ミネソタ・バイキングス       | マット・バーク             | C          | ハーバード大学         |
| 180      | サンフランシスコ・49ers      | フレッド・ビーズリー       | FB         | オーバーン大学         |
| 187*     | グリーンベイ・パッカーズ     | マット・ハッセルベック     | QB         | ボストンカレッジ       |
| 189*     | シカゴ・ベアーズ             | パトリック・マネリー       | LS         | デューク大学           |
| 191      | ワシントン・レッドスキンズ   | デビッド・テレル           | S          | テキサス大学エルパソ校 |
| 216      | カンザスシティ・チーフス     | エリック・ウォーフィールド | CB         | ネブラスカ大学         |
| 226*     | アリゾナ・カージナルス       | パット・ティルマン         | S          | アリゾナ州立大学       |
| 232*     | シカゴ・ベアーズ             | モーゼス・モレノ           | QB         | コロラド州立大学       |

### 主な指名権のトレード
サンディエゴ・チャージャーズは全体3位指名権、2巡指名権、1999年の1巡指名権、エリック・メトカーフ、パトリック・サップと引き換えにアリゾナ・カージナルスから全体2位指名権を獲得した。
ジャクソンビル・ジャガーズは、ロブ・ジョンソンと引き換えに全体9位指名権、4巡指名権を獲得した。
シンシンシナティ・ベンガルズは制限付きフリーエージェントとなったダン・ウィルキンソンと引き換えにワシントン・レッドスキンズから1巡、3巡指名権を獲得した。
ニューイングランド・ペイトリオッツは制限付きフリーエージェントとなったカーティス・マーティンと引き換えにニューヨーク・ジェッツから1巡、3巡指名権を獲得した。
マイアミ・ドルフィンズは全体19位指名権と引き換えにグリーンベイ・パッカーズから1巡、2巡指名権を獲得した。

### ドラフト外入団の主な選手
| チーム                       | 選手名                     | ポジション | 出身大学                       |
| ボルチモア・レイブンズ       | チャック・ダービー         | DT         | サウスカロライナ州立大学       |
| ボルチモア・レイブンズ       | ジェフ・サタデー           | C          | ノースカロライナ大学           |
| シンシナティ・ベンガルズ     | ブラッド・コステロ         | P          | ボストン大学                   |
| ダラス・カウボーイズ         | ジェフ・オグデン           | WR         | 東ワシントン大学               |
| ダラス・カウボーイズ         | ティム・セダー             | K          | アシュランド大学               |
| デンバー・ブロンコス         | サイロン・ブラウン         | DE         | 西イリノイ大学                 |
| インディアナポリス・コルツ   | ラリー・チェスター         | DT         | テンプル大学                   |
| インディアナポリス・コルツ   | ラリー・ムーア             | G          | BYU                            |
| インディアナポリス・コルツ   | マイク・バンダージャット   | K          | ウェストバージニア大学         |
| ジャクソンビル・ジャガーズ   | レジー・スウィントン       | WR         | マレー州立大学                 |
| ジャクソンビル・ジャガーズ   | スティーブ・ザフルスキー   | G/T        | ケント州立大学                 |
| カンザスシティ・チーフス     | エリック・ヒックス         | DE         | メリーランド大学               |
| ニューオーリンズ・セインツ   | アール・リトル             | S          | マイアミ大学                   |
| ニューヨーク・ジャイアンツ   | ジェイソン・ウィトル       | G          | サウスウェストミズーリ州立大学 |
| ニューヨーク・ジャイアンツ   | ジョージ・ウィリアムズ3世  | DE/DT      | ノースカロライナ州立大学       |
| オークランド・レイダース     | フィル・ドーソン           | K          | テキサス大学                   |
| セントルイス・ラムズ         | ロンドン・フレッチャー     | LB         | ジョン・キャロル大学           |
| セントルイス・ラムズ         | トニー・ホーン             | WR/KR      | クレムソン大学                 |
| セントルイス・ラムズ         | ジェレミー・マッキニー     | G          | アイオワ大学                   |
| サンディエゴ・チャージャーズ | ディミンゴ・グラハム       | G          | ホフストラ大学                 |
| サンディエゴ・チャージャーズ | ケンディル・ジェイコックス | G          | カンザス州立大学               |
| サンフランシスコ・49ers      | ジム・ネルソン             | LB         | ペンシルベニア州立大学         |
| シアトル・シーホークス       | ブライアン・フィネラン     | WR         | ビラノバ大学                   |
| シアトル・シーホークス       | ダーク・ジョンソン         | P          | 北コロラド大学                 |
| シアトル・シーホークス       | ウェイド・リッチー         | K          | LSU                            |
| シアトル・シーホークス       | ポール・スパイサー         | DE         | サギノーバレー州立大学         |
| テネシー・オイラーズ         | ペリー・フェニックス       | S          | サザンミシシッピ大学           |
| ワシントン・レッドスキンズ   | ティム・デントン           | CB         | サムヒューストン州立大学       |